# رونالد دانيالس
رونالد جويل دانيلز ولد في 1959 في مدينه تورنتو بكندا. رئيس جامعة جونز هوبكينز منذ 9 مارس 2009. تم تمديد ولاية دانيلز في هذا الدور مرتين، ومن المقرر حاليًا أن تستمر حتى عام 2024.
في السابق تقلد منصب نائب رئيس جامعة بنسلفانيا وكان عميد كلية القانون في جامعة تورنتو. دانيلز هو خريج جامعه تورنتو وجامعه ييل كليه الحقوق والقانون.